# Ręczne wydobycie płodu
Ręczne wydobycie płodu – ukończenie porodu w położeniu miednicowym zanim urodzą się pośladki, czyli niefizjologiczne wydobycie płodu za pomocą manewrów operatora bez pomocy kobiety rodzącej.
Ręczne wydobycie płodu extractio fetus manualis jest zabiegiem trudnym, niebezpiecznym i wymagającym wysiłku od położnika. Trudności występują w szczególności u kobiety rodzącej po raz pierwszy, gdyż jej części miękkie kanału rodnego nie są jeszcze przygotowane do porodu, a co za tym idzie są niepodatne do tak dużego manipulowania płodem. Występuje wówczas niebezpieczeństwo rozległego pęknięcia krocza oraz urazu płodu. Zabieg ten powinno zacząć się od nacięcia krocza.

## Warunki
Występują 4 warunki, które muszą być spełnione, aby móc wykonać pomoc ręczną:
- ujście szyjki macicy musi być zupełnie rozwarte;
- miednica nie może być zwężona, a główka musi mieć szanse przejścia przez miednicę;
- płód musi być żywy;
- jeśli pęcherz płodowy jest zachowany, to należy go przebić[1]

## Wskazania
Wskazaniem do wykonania zabiegu ręcznego wydobycia płody jest konieczność ukończenia porodu drugiego bliźniaka znajdującego się w położeniu miednicowym.
Obecnie ręczne wydobycie płodu w ciąży pojedynczej nie jest stosowane. Preferowane i bezpieczniejsze jest wykonanie cięcia cesarskiego.